# Mario Martone
Mario Martone (Nápoles, 20 de novembro de 1959) é um cineasta e roteirista italiano.